# ドリームコンサート
ドリームコンサート（朝: 드림콘서트）は毎年5月（家庭の月）に韓国・ソウルワールドカップ競技場で開催される音楽祭。
第1回は1995年5月13日に蚕室総合運動場オリンピックスタジアムで開催。韓国芸能制作者協会が韓国の若者たちに「夢と希望」を与えることを趣旨にして毎年実施している。これまでにK-POPを代表するアーティストが出演しており、延べ動員数は112万人を超えている。

## 開催記録
| 年度 | テーマ                                                        | 都市         | 会場                                         | 総合司会                                                           |
| ---- | ------------------------------------------------------------- | ------------ | -------------------------------------------- | ------------------------------------------------------------------ |
| 1995 | 国を愛する心                                                  | ソウル特別市 | ソウルオリンピック主競技場                   | キム・スンヒョン、イ・ボン                                         |
| 1996 | 暴力は悪い                                                    | ソウル特別市 | ソウルオリンピック主競技場                   | イ・フン、 キム・イェブン                                          |
| 1997 | 北朝鮮の若者を考えよう                                        | ソウル特別市 | ソウルオリンピック主競技場                   | イ・フン、ハン・ソンジュ                                           |
| 1998 | お父さん、大好き                                              | ソウル特別市 | ソウルオリンピック主競技場                   | リュ・シウォン、キム・ヒソン                                       |
| 1999 | 私たちは一つ                                                  | ソウル特別市 | ソウルオリンピック主競技場                   | キム・ジン、キム・ソヨン                                           |
| 2000 | 私の夢 私の未来                                               | ソウル特別市 | ソウルオリンピック主競技場                   | アン・ジェモ、キム・ミニ                                           |
| 2001 | VIVA KOREA                                                    | ソウル特別市 | ソウルオリンピック主競技場                   | ソン・チャンファン、ソ・ユジン                                     |
| 2002 | ワールドカップ成功祈願                                        | ソウル特別市 | ソウルオリンピック主競技場                   | ユ・ジェソク、チェリム                                             |
| 2003 | 自由、情熱、未来                                              | ソウル特別市 | ソウルオリンピック主競技場                   | カンタ、イ・ヒョリ                                                 |
| 2004 | 青少年のための自由                                            | ソウル特別市 | ソウルオリンピック主競技場                   | キム・ドンワン、キム・テヒ                                         |
| 2005 | 愛する、大韓民国                                              | ソウル特別市 | ソウルオリンピック主競技場                   | チョンジン、エンディ、オク・ジュヒョン                             |
| 2006 | 愛する、大韓民国                                              | ソウル特別市 | ソウルオリンピック主競技場                   | デニー・アン、ハン・ウンジョン                                     |
| 2007 | 愛する、大韓民国                                              | ソウル特別市 | ソウルオリンピック主競技場                   | イ・フィジェ、ユジン                                               |
| 2008 | 愛する、大韓民国                                              | ソウル特別市 | ソウルオリンピック主競技場                   | パク・スホン、ソン・ジヒョ、キム・ヒチョル                         |
| 2009 | 愛する、大韓民国                                              | ソウル特別市 | ソウルワールドカップ競技場                   | MCモン、ソン・ジヒョ、キム・ヒチョル                               |
| 2010 | 愛する、大韓民国                                              | ソウル特別市 | ソウルワールドカップ競技場                   | テギョン、シン・セギョン、キム・ヒチョル                           |
| 2011 | 愛する、大韓民国                                              | ソウル特別市 | ソウルワールドカップ競技場                   | ソン・ジュンギ、ク・ハラ、キム・ヒチョル                           |
| 2012 | 愛する、大韓民国                                              | ソウル特別市 | ソウルワールドカップ競技場                   | テギョン、ハン・スンヨン、イム・シワン                             |
| 2013 | 愛する、大韓民国                                              | ソウル特別市 | ソウルワールドカップ競技場                   | オンユ、ク・ハラ、ユン・ドゥジュン                                 |
| 2014 | 頑張れ大韓民国                                                | ソウル特別市 | ソウルワールドカップ競技場                   | カンイン、ウニョク、ペク・ジニ                                     |
| 2015 | 愛する、大韓民国                                              | ソウル特別市 | ソウルワールドカップ競技場                   | イトゥク                                                           |
| 2016 | 愛する、大韓民国                                              | ソウル特別市 | ソウルワールドカップ競技場                   | イトゥク、キム・ソヒョン、ホン・ジョンヒョン、ミンギュ、ジョンハン |
| 2017 | 愛する、大韓民国 2017ドリームコンサート、2018平昌文化を添える | ソウル特別市 | ソウルワールドカップ競技場                   | イトゥク、エスクプス、イ・ソンビン                                 |
| 2017 | 2017ドリームコンサートin平昌                                  | 平昌郡       | 平昌オリンピックスタジアム                   | イトゥク、チン・セヨン、トニー・アン                               |
| 2018 | 愛する、大韓民国                                              | ソウル特別市 | ソウルワールドカップ競技場                   | ユン・シユン、ソル・イナ、チャウヌ                                 |
| 2019 | 愛する、大韓民国                                              | ソウル特別市 | ソウルワールドカップ競技場                   | イトゥク、チョン・ソミン、ゴンチャン                               |
| 2020 | connect:D                                                     | ソウル特別市 | オンライン配信                               | イトゥク、キム・ヨハン、キム・ドヨン                               |
| 2020 | connect:D                                                     | ソウル特別市 | オンライン配信                               | ウニョク、チャウヌ、リア (歌手)                                    |
| 2021 |                                                               | ソウル特別市 | ソウルワールドカップ競技場（オンライン配信） | イトゥク、チャウヌ、キム・ドヨン                                   |
| 2022 | TRAVEL TO KOREA BEGINS AGAIN!                                 | ソウル特別市 | ソウルオリンピック主競技場                   | ドヨン、アン・ユジン                                               |
| 2023 |                                                               | 釜山広域市   | 釜山アジアド主競技場                         | キム・ドヨン、ユビン                                               |
| 2023 | Hello, My Friends！                                           | 埼玉県       | さいたまスーパーアリーナ                     | ユク・ソンジェ、フォン(歌手)、矢吹奈子                             |